# 1988年の野球
1988年の野球（1988ねんのやきゅう）では、1988年の野球界における動向をまとめる。

## 競技結果

### 日本プロ野球

#### ペナントレース
| 順位 | 球団               | 勝 | 敗 | 分 | 勝率 | 差   |
| 1位  | 中日ドラゴンズ     | 79 | 46 | 5  | .632 | 優勝 |
| 2位  | 読売ジャイアンツ   | 68 | 59 | 3  | .535 | 12.0 |
| 3位  | 広島東洋カープ     | 65 | 62 | 3  | .512 | 15.0 |
| 4位  | 横浜大洋ホエールズ | 59 | 67 | 4  | .468 | 20.5 |
| 5位  | ヤクルトスワローズ | 58 | 69 | 3  | .457 | 22.0 |
| 6位  | 阪神タイガース     | 51 | 77 | 2  | .398 | 29.5 |

| 順位 | 球団                 | 勝 | 敗 | 分 | 勝率 | 差   |
| 1位  | 西武ライオンズ       | 73 | 51 | 6  | .589 | 優勝 |
| 2位  | 近鉄バファローズ     | 74 | 52 | 4  | .587 | 0.0  |
| 3位  | 日本ハムファイターズ | 62 | 65 | 3  | .488 | 12.5 |
| 4位  | 阪急ブレーブス       | 60 | 68 | 2  | .469 | 15.0 |
| 5位  | 南海ホークス         | 58 | 71 | 1  | .450 | 17.5 |
| 6位  | ロッテオリオンズ     | 54 | 74 | 2  | .422 | 21.0 |

#### 日本シリーズ
| 日付                                 | 試合   | ビジター球団（先攻） | スコア | ホーム球団（後攻） | 開催球場           |
| ------------------------------------ | ------ | -------------------- | ------ | ------------------ | ------------------ |
| 10月22日（土）                       | 第1戦  | 西武ライオンズ       | 5 - 1  | 中日ドラゴンズ     | ナゴヤ球場         |
| 10月23日（日）                       | 第2戦  | 西武ライオンズ       | 3 - 7  | 中日ドラゴンズ     | ナゴヤ球場         |
| 10月24日（月）                       | 移動日 | 移動日               | 移動日 | 移動日             | 移動日             |
| 10月25日（火）                       | 第3戦  | 中日ドラゴンズ       | 3 - 4  | 西武ライオンズ     | 西武ライオンズ球場 |
| 10月26日（水）                       | 第4戦  | 中日ドラゴンズ       | 0 - 4  | 西武ライオンズ     | 西武ライオンズ球場 |
| 10月27日（木）                       | 第5戦  | 中日ドラゴンズ       | 6 - 7  | 西武ライオンズ     | 西武ライオンズ球場 |
| 優勝：西武ライオンズ（3年連続8回目） |        |                      |        |                    |                    |

#### 個人タイトル
|                | セントラル・リーグ | セントラル・リーグ | セントラル・リーグ | パシフィック・リーグ | パシフィック・リーグ | パシフィック・リーグ |
| タイトル       | 選手               | 球団               | 成績               | 選手                 | 球団                 | 成績                 |
| -------------- | ------------------ | ------------------ | ------------------ | -------------------- | -------------------- | -------------------- |
| 最優秀選手     | 郭源治             | 中日               |                    | 門田博光             | 南海                 |                      |
| 最優秀新人     | 立浪和義           | 中日               |                    | 森山良二             | 西武                 |                      |
| 首位打者       | 正田耕三           | 広島               | .340               | 高沢秀昭             | ロッテ               | .327                 |
| 本塁打王       | C.ポンセ           | 大洋               | 33本               | 門田博光             | 南海                 | 44本                 |
| 打点王         | C.ポンセ           | 大洋               | 103点              | 門田博光             | 南海                 | 125点                |
| 盗塁王         | 屋鋪要             | 大洋               | 33個               | 西村徳文             | ロッテ               | 55個                 |
| 最高出塁率     | 落合博満           | 中日               | .418               | 門田博光             | 南海                 | .429                 |
| 最優秀防御率   | 大野豊             | 広島               | 1.70               | 河野博文             | 日本ハム             | 2.38                 |
| 最多勝利       | 小野和幸           | 中日               | 18勝               | 渡辺久信             | 西武                 | 15勝                 |
| 最多勝利       | 伊東昭光           | ヤクルト           | 18勝               | 西崎幸広             | 日本ハム             | 15勝                 |
| 最多勝利       | 伊東昭光           | ヤクルト           | 18勝               | 松浦宏明             | 日本ハム             | 15勝                 |
| 最多奪三振     | 槙原寛己           | 巨人               | 187個              | 小川博               | ロッテ               | 204個                |
| 最高勝率       | 小野和幸           | 中日               | .818               | 郭泰源               | 西武                 | .813                 |
| 最優秀救援投手 | 郭源治             | 中日               | 44SP               | 吉井理人             | 近鉄                 | 34SP                 |

#### ベストナイン
|          | セントラル・リーグ | セントラル・リーグ | パシフィック・リーグ | パシフィック・リーグ |
| 守備位置 | 選手               | 球団               | 選手                 | 球団                 |
| -------- | ------------------ | ------------------ | -------------------- | -------------------- |
| 投手     | 小野和幸           | 中日               | 西崎幸広             | 日本ハム             |
| 捕手     | 達川光男           | 広島               | 伊東勤               | 西武                 |
| 一塁手   | 落合博満           | 中日               | 清原和博             | 西武                 |
| 二塁手   | 正田耕三           | 広島               | 福良淳一             | 阪急                 |
| 三塁手   | 原辰徳             | 巨人               | 松永浩美             | 阪急                 |
| 遊撃手   | 池山隆寛           | ヤクルト           | 田中幸雄             | 日本ハム             |
| 外野手   | C.ポンセ           | 大洋               | 秋山幸二             | 西武                 |
| 外野手   | J.パチョレック     | 大洋               | 高沢秀昭             | ロッテ               |
| 外野手   | 広沢克己           | ヤクルト           | 平野謙               | 西武                 |
| 指名打者 |                    |                    | 門田博光             | 南海                 |

#### ゴールデングラブ賞
|          | セントラル・リーグ | セントラル・リーグ | パシフィック・リーグ | パシフィック・リーグ |
| 守備位置 | 球団               | 選手               | 球団                 | 選手                 |
| -------- | ------------------ | ------------------ | -------------------- | -------------------- |
| 投手     | 巨人               | 桑田真澄           | 日本ハム             | 西崎幸広             |
| 捕手     | 広島               | 達川光男           | 西武                 | 伊東勤               |
| 一塁手   | 巨人               | 中畑清             | 西武                 | 清原和博             |
| 二塁手   | 広島               | 正田耕三           | 西武                 | 辻発彦               |
| 三塁手   | 巨人               | 原辰徳             | 西武                 | 石毛宏典             |
| 遊撃手   | 中日               | 立浪和義           | 日本ハム             | 田中幸雄             |
| 外野手   | 大洋               | 屋敷要             | 西武                 | 秋山幸二             |
| 外野手   | 広島               | 山崎隆造           | 西武                 | 平野謙               |
| 外野手   | 中日               | 彦野利勝           | ロッテ               | 高沢秀昭             |

### 高校野球
- 第60回選抜高等学校野球大会優勝：宇和島東（愛媛県）
- 第70回全国高等学校野球選手権大会優勝：広島商業（広島県）

### 大学野球
- 第37回全日本大学野球選手権大会優勝：近畿大
- 第19回明治神宮野球大会：中止
- 東京六大学野球連盟優勝 春：法政大、秋：法政大
- 東都大学野球連盟優勝 春：駒澤大、秋：青山学院大
- 関西学生野球連盟優勝 春：近畿大、秋：近畿大

### 社会人野球
- 第59回都市対抗野球大会優勝：東芝
- 第15回社会人野球日本選手権大会優勝：東芝
東芝が史上初の夏秋連覇

## できごと

### 3月
- 3月17日 - 東京ドームの完工式が同球場内にて行われる[1]。
- 3月18日 - 完成した東京ドームのこけら落としとなる巨人対阪神のオープン戦が午後1時30分から行われる[2]。コミッショナーの竹内寿平による始球式。続けて、昨年限りで現役を引退した元巨人の江川卓が阪神の掛布雅之を相手に一球だけの引退登板を行った[3]。
- 3月23日 - 南海ホークスの西川佳明が神宮球場でのヤクルトスワローズとのオープン戦に先発し、ノーヒットノーランを達成。オープン戦での達成は1954年の大阪タイガースの小山正明以来2人目[4].
- 3月27日
  - 元広島の衣笠祥雄の引退試合が広島市民球場での広島対ヤクルトのオープン戦にて行われる[5]。
  - 第60回選抜高等学校野球大会が阪神甲子園球場で開幕。

### 4月
- 4月2日 - 西武の郭泰源が東京ドームで行われた「サッポロビール・プロ野球トーナメント大会」の準決勝第一試合の広島戦に先発し、ノーヒット・ノーランを達成[6]。
- 4月5日 - 第60回選抜高等学校野球大会の決勝戦が阪神甲子園球場で行われ、宇和島東が東邦を6-0で下し、選抜大会初優勝[7]。
- 4月6日 - 横浜大洋ホエールズの山下大輔が東京・大手町の大洋漁業本社にて記者会見し、現役引退を表明[8][9]。
- 4月8日
  - 日本プロ野球公式戦が開幕[10]。
  - 阪急ブレーブスの福本豊が西宮球場での対近鉄バファローズ1回戦の5回裏に三塁打を放ち、プロ通算2500安打を達成[11]。
- 4月10日 - 近鉄の新井宏昌が西宮球場での対阪急3回戦の九回表に中前安打を打ち、プロ通算1500安打を達成[12]。
- 4月13日 - 近鉄の新井宏昌が藤井寺球場での対西武1回戦に出場し、プロ通算1500試合出場を達成[13]。
- 4月18日 - 中日ドラゴンズはロサンゼルス・ドジャースのラルフ・ブライアントと契約を結んだと発表[14]。
- 4月20日 - 阪急の石嶺和彦が大阪球場での対南海1回戦の九回表に1号本塁打を打ち、プロ通算100本塁打を達成[15]。
- 4月23日
  - 南海電鉄会長で南海ホークスのオーナーの川勝傳が脳こうそくのため午前6時49分、大阪府堺市の大阪労災病院にて死去[16][17]。
  - 広島の高橋慶彦が甲子園球場での対阪神5回戦の七回表に中前安打を打ち、プロ通算1500安打を達成[18]。
- 4月27日 - 阪神の真弓明信が甲子園球場での対大洋5回戦の九回裏に左前安打を打ち、プロ通算1500安打を達成[19]。
- 4月30日 - 阪急の佐藤義則が西宮球場での対ロッテ4回戦で勝利投手となり、プロ通算100勝を達成[20]。

### 5月
- 5月14日 - 中日の落合博満がナゴヤ球場での対巨人7回戦に出場し、プロ通算1000試合出場を達成成[21]。
- 5月17日 - 西武の金森永時と阪神の北村照文のトレードが成立したと西武、阪神が発表[22]。
- 5月19日 - ヤクルトの尾花高夫がナゴヤ球場での対中日7回戦の1回裏に彦野利勝から三振を奪い、プロ通算1000奪三振を達成[23]。
- 5月24日 - 阪神の掛布雅之が対神宮球場でのヤクルト5回戦の2回表に2点適時打を放ち、プロ通算1000打点を達成[24]。
- 5月26日 - 阪神の岡田彰布が神宮球場での対ヤクルト7回戦の延長10回表に中前安打を打ち、プロ通算1000安打を達成[25]。
- 5月30日 - 近鉄の久保康生と阪神の中谷忠己のトレードが成立したと近鉄、阪神両球団が発表[26]。
- 5月31日 - 近鉄の淡口憲治が平和台球場での対ロッテ7回戦の九回表に右前安打を打ち、プロ通算1000安打を達成[27]。

### 6月
- 6月7日
  - 厚生省近畿地区麻薬取締官事務所神戸分室は午前、近鉄のリチャード・デービスを大麻取締法違反で現行犯逮捕[28]。
  - 大洋の斉藤明夫がナゴヤ球場での対中日8回戦に登板し、プロ通算500試合登板を達成[29]。
  - 西武の石毛宏典が西武球場での対南海7回戦の3回裏に安打を放ち、プロ通算1000安打を達成[30]。
- 6月10日 - 阪神は定例株主総会・取締役会を開き、球団社長兼球団代表の岡崎義人が退任し、後任の球団社長に阪神電鉄本社副社長の見掛道夫、球団代表に球団本部長の古谷真吾、新球団本部長に阪神電鉄本社関連事業室次長の高田順弘が就任することを決定[31]。
- 6月12日
  - 南海の門田博光が新潟球場で対近鉄9回戦の2回裏に16号本塁打を放ち、プロ通算450本塁打を達成[32]。
  - 阪神の佐野仙好が甲子園球場での対巨人9回戦の9回裏に代打として出場し、プロ通算1500試合出場を達成[33]。
- 6月14日 - 巨人の呂明賜が神宮球場での対ヤクルト10回戦に6番・右翼手として一軍初出場。1回表にボブ・ギブソンから初打席初本塁打[34]。
- 6月15日 - 近鉄の淡口憲治が対阪急10回戦に出場し、プロ通算1500試合出場を達成[35]。
- 6月18日
  - ヤクルトのダグ・デシンセイが平和台球場での対広島9回戦の9回裏に13号2点本塁打を打ち、プロ野球史上初の2試合連続逆転サヨナラ本塁打を記録[36]。
  - 阪急の藤田浩雅が対南海13回戦、6-7とリードされた9回裏無死満塁で代打で起用され、プロ野球史上5人目の代打逆転サヨナラ満塁本塁打となる5号を打つ[37]。
  - 阪神の掛布雅之が甲子園球場での対大洋13回戦の7回裏に適時打を放ち、プロ通算3000塁打を達成[38]。
- 6月22日 - 中日は広島球場での対広島13回戦で落合博満が8回表に15号本塁打を放ち、球団創設以来5000本塁打を記録[39]。
- 6月23日 - 【MLB】ニューヨーク・ヤンキースは監督のビリー・マーチンを解任、後任の新監督はルー・ピネラ[40]。
- 6月27日
  - 阪神は午後7時にアメリカ・サンフランシスコに滞在中のランディ・バースに対し契約解除を通告。午後9時に西宮市の球団事務所にて記者会見しバースとの契約解除を正式に発表。バースは5月14日に長男の病気を理由に帰国、「最大5週間以内に日本に戻る」と約束したが、今だ再来日の目途が立たないとして契約解除に踏み切った[41]。
  - コミッショナーの竹内寿平が東京・銀座の日本野球機構会議室で行われたプロ野球実行委員会にて、健康に自信が持てず重責に耐えられないとして辞任を申し出、了承される[42]。
- 6月28日
  - 日本ハムの大島康徳が東京ドームでの対近鉄11回戦に出場し、プロ通算2000試合出場を達成[43]。
  - 広島は定岡徹久を日本ハムへ金銭トレードすると発表[44]。
- 6月29日 - 近鉄は中日から金銭トレードで獲得したラルフ・ブライアントの入団を発表[45]。
- 6月30日 - 巨人の簑田浩二が甲子園球場での対阪神12回戦の2回表に5号満塁本塁打を放ち、プロ通算200本塁打を達成[46]。

### 7月
- 7月1日 - 大洋が平塚球場での対中日10回戦で日本プロ野球タイ記録の1試合6犠打[47]。
- 7月3日 - 大洋の斉藤明夫が横浜スタジアムでの対中日12回戦で2勝目を挙げ、プロ通算100勝、江夏豊、山本和行に続く3人目の100勝・100セーブ達成[48]。
- 7月6日 - 札幌円山球場での巨人対中日16回戦の8回表、巨人の左翼手の吉村禎章が中日の中尾孝義の右中間への飛球を追って中堅手の栄村忠広と交錯し靱帯断裂の大けが[49][50]。
- 7月10日 - 阪急は秋田での対ロッテ11回戦で伊藤敦規がセーブを挙げ、公式戦65試合目で今季初のセーブ。これまでの開幕からセーブなしの記録は1977年の近鉄の39試合だった[51]。
- 7月13日
  - 巨人の原辰徳が神宮球場での対ヤクルト15回戦の4回表に安打を放ち、プロ通算1000安打を達成[52]。
  - 近鉄の新井宏昌が大阪球場での対南海14回戦の3回表に無死2塁から送りバントを成功させ、プロ野球6人目の通算200犠打を達成[53]。
- 7月15日 - 西武の東尾修が東京ドームでの対日本ハム14回戦に8回裏に3番手として登板し、プロ通算4000投球回を達成[54]。
- 7月17日 - 西武の石毛宏典が東京ドームで対日本ハム15回戦の8回表に7号本塁打を放ち、プロ通算150本塁打を達成[55]。
- 7月18日 - 大洋の新浦壽夫が対横浜スタジアムでの巨人16回戦で勝利投手となり、プロ通算100勝を達成[56]。
- 7月26日 - オールスターゲーム第3戦が東京ドームで行われ、延長12回裏、セ・リーグは野手を使い果たし、打席に中山裕章の場面で投手の水野雄仁を代打に送り、牛島和彦から投手ではオールスター史上初のサヨナラ打（センターへの犠牲フライ）を打ち、セが4-3で勝利。水野は優秀選手賞を獲得[57]。
- 7月31日 - 西武の秋山幸二が西宮球場での対阪急19回戦で22号本塁打を放ち、プロ通算150本塁打を達成[58]。

### 8月
- 8月4日 - 中日対大洋17回戦がナゴヤ球場で行われ、延長12回5-5の引き分けとなり、プロ野球最長試合時間の新記録となる5時間21分となる[59]。
- 8月7日 - 第59回都市対抗野球大会の決勝戦が午後1時から東京ドームで行われ、名古屋市のNTT東海が川崎市の東芝に3対2でサヨナラ勝ちし、5年ぶり3度目の優勝を達成[60]。
- 8月8日 - 第70回全国高等学校野球選手権大会開幕。始球式を浩宮徳仁親王が務めた。
- 8月12日 - 広島の紀藤真琴が対大洋戦の4回2死から6回終了までの7者連続奪三振の球団新記録[61]。
- 8月22日 - 第70回全国高等学校野球選手権大会の決勝戦が阪神甲子園球場で行われ、広島県代表の広島商業が福岡県代表の福岡第一を1-0で破り、1973年（第55回）以来15年ぶり6回目の優勝[62]。
- 8月31日
  - 西武の平野謙が西武球場での対阪急21回戦の1回裏に送りバントを成功させ、プロ通算200犠打を達成[63]。
  - イースタン・リーグは巨人が西武に引き分け、巨人の3年連続10度目のリーグ優勝が決定[64]。

### 9月
- 9月4日 - 西武の東尾修が西武球場での対南海18回戦で勝利投手となり、プロ通算250勝を達成[65]。
- 9月6日 - 大洋の木田勇が広島球場での対広島戦20回戦の5回裏一死から山崎隆造、高橋慶彦、小早川毅彦、長内孝、長嶋清幸に5者連続与四球のプロ野球新記録[66]。
- 9月11日 - 南海のトニー・バナザードが東京ドームでの対日本ハム23回戦の1回表第1打席で安打を放ち、1968年にアルト・ロペスが記録した外国人選手の連続試合安打に並ぶ26試合連続試合安打を達成[67]。
- 9月12日 - ジュニア日本選手権が西京極球場で行われ、巨人が中日に5-2で勝利し、2年連続で優勝[68]。
- 9月14日
  - 南海のオーナーの吉村茂夫が午後1時から大阪市難波のホリディイン南海にて記者会見し、「ダイエーに球団の株式を全面譲渡する」と発表[69]。
  - 阪神の掛布雅之が大阪市北区のホテル阪神にて記者会見し、現役引退を正式に発表[70]。
  - ヤクルトの若松勉が神宮球場での対阪神20回戦の6回裏に代打として出場し、プロ通算2000試合出場を達成[71]。
- 9月16日 - 広島の大野豊が甲子園球場での対阪神22回戦で3回裏岡田彰布から三振を奪い、プロ通算1000奪三振を達成[72]。
- 9月17日
  - 阪急の福本豊が大阪球場での対南海23回戦の3回表に二塁打を放ち、山内一弘が持つプロ野球通算最多二塁打の記録を更新する通算449二塁打[73]。
  - 阪神の山本和行が甲子園球場での対広島23回戦に先発し、プロ通算700試合登板を達成[74]。
- 9月21日 - 南海ホークスオーナーの吉村茂夫とダイエー社長の中内㓛が午後4時から大阪市南区のホリディイン南海にて会談し、球団譲渡について合意。フランチャイズを福岡県に置くと正式に表明[75]。
- 9月23日 - 日本ハムの大島康徳が東京ドームでの対ロッテ24回戦の4回裏に13号本塁打を放ち、プロ通算1000打点を達成[76]。
- 9月29日 - 巨人は午後2時過ぎから東京・紀尾井町のホテル・ニューオータニにて記者会見を行い、監督の王貞治が辞任し、後任に野球評論家でOB藤田元司が就任したと発表[77]。

### 10月
- 10月1日 - プロ野球実行委員会、オーナー会議が大阪市北区の大阪ロイヤルホテルにて正午から開かれ、南海ホークスのダイエーへの譲渡を承認[78]。
- 10月2日
  - 大洋の野村弘樹が横浜スタジアムでの対広島24回戦に先発し、1946年のセネターズの白木義一郎以来プロ野球2人目の初登板・無四球完封勝利を記録[79]。
  - 中日の落合博満がナゴヤ球場での対阪神23回戦の3回裏に30号本塁打を放ち、プロ通算300本塁打を達成[80]。
  - ヤクルトの杉浦亨が東京ドームでの対巨人26回戦の5回表に17号本塁打を放ち、プロ通算200本塁打を達成[81]。
  - 巨人の原辰徳が東京ドームでの対ヤクルト26回戦に出場し、プロ通算1000試合出場[82]。
- 10月4日 - 阪神の和田豊が広島球場での対広島25回戦の1回表に送りバントを決めてシーズン52個目の犠打とり、シーズン最多犠打の記録を更新[83]。
- 10月6日 - 中日の郭源治がナゴヤ球場での対ヤクルト24回戦にリリーフ登板して35セーブ目を挙げ、1シーズン最多セーブのプロ野球記録を更新[84]。
- 10月7日 - 中日対ヤクルトの第25回戦がナゴヤ球場で行われ、中日がヤクルトに11-3で勝利し、セ・リーグ優勝が決定[85]。
- 10月10日 - 阪神の掛布雅之の引退試合が阪神甲子園球場のダブルヘッダー第2試合の大洋26回戦で行われ、掛布は4打数0安打、最終打席は四球[86]。
- 10月11日 - 西武の行沢久隆が大阪球場での対南海25回戦の七回裏から三塁の守備につき、プロ通算1000試合出場を達成[87]。
- 10月16日 - 西武は西武球場での対阪急26回戦に2-1で勝ち、全日程を終了。パ・リーグの優勝は近鉄の残り4試合の結果次第となる[88]。
- 10月18日 - 広島の高橋慶彦が神宮球場での対ヤクルト25回戦の5回表に二盗、本盗を決め、プロ通算450盗塁を達成[89]。
- 10月19日
  - 川崎球場でロッテ対近鉄のダブルヘッダー25、26回戦が行われ、近鉄が第2試合の対ロッテ26回戦に延長10回4-4の時間切れとなったため、西武が勝率で近鉄を上回り、西武の4年連続リーグ優勝が決まる（詳細は10.19参照）[90]。
  - 阪急は阪急電鉄社長の小林公平とオリエント・リース社長の宮内義彦が大阪市内のホテル新阪急にて記者会見し、球団を阪急電鉄からオリエント・リースに譲渡することで基本合意したと発表[91]。
- 10月21日
  - 広島は広島市内のホテルにて記者会見し、球団OBで野球評論家の山本浩二が新監督に就任したと正式に発表[92]。
  - セ・リーグは公式戦全日程が終了[93]。
- 10月23日
  - 阪急の松永浩美が西宮球場での対ロッテ25,26回戦の2試合で全打席四球となり、11打席連続四球のプロ野球新記録[94]。
  - パ・リーグシーズン公式戦全日程が終了[95]。
- 10月24日 - 沢村栄治賞の選考がパレスホテルにて行われ、広島の大野豊を選出。これまでセ・リーグを対象とした選考をパ・リーグにも広げる意見が出され全会一致で同意[96]。
- 10月27日 - 日本シリーズの第5戦が西武球場で行われ、西武が中日に延長11回裏伊東勤のサヨナラ適時打で7-6で勝利し、4勝1敗で3年連続日本一を達成[97]。
- 10月28日 - 巨人は東京・パレスホテルにて記者会見し来季一軍コーチングスタッフを発表。ヘッドコーチに近藤昭仁が就任[98]。新監督の藤田元司は球団と正式に契約を交わし、3年契約を結ぶ[99]。
- 10月29日 - 1988年度のセ・パ両リーグの最優秀選手、最優秀新人、ベストナインを決める記者投票の開票が行われ、最優秀選手にパ・リーグは南海の門田博光、セ・リーグは中日の郭源治、最優秀新人にパ・リーグは西武の森山良二、セ・リーグは中日の立浪和義を選出[100]。
- 10月31日 - 近鉄の梨田昌孝が記者会見し、今季限りでの現役引退を正式に表明[101]。

### 11月
- 11月1日 - 日本ハムは都内のホテルで新監督に近藤貞雄が就任したと正式に発表[102]。
- 11月2日 - オリックスは広島から山本和男を金銭トレードで獲得したと発表[103]。
- 11月5日 - 広島の鍋屋道桜・滝口光則と日本ハムの高代慎也の交換トレードが成立したと広島、日本ハム両球団が発表[104]。
- 11月7日 - 【MLB】シアトル・マリナーズは前オークランド・アスレチックスの3塁コーチのジム・ラフィーバーが監督に就任したと発表[105]。
- 11月10日
  - 巨人は日本ハムの津末英明を金銭トレードで獲得したと発表[106]。
  - 日本ハムは近鉄から柳原隆弘を金銭トレードで獲得したと発表[107]。
- 11月11日
  - ダイエーの門田博光とオリックスの原田賢治・白井孝幸・内田強の1対3の交換トレードが成立したとダイエー、オリックス両球団が正式に発表[108]。
  - 巨人の岡本光と西武の白幡隆宗のトレードが成立したと巨人、西武両球団が発表[109]。
- 11月15日 - 中日の本村信吾・片平哲也と広島の片岡光宏・斎藤浩行のトレードが成立したと中日、広島両球団が発表[110]。
- 11月16日 - 正力松太郎賞に南海の門田博光が選ばれる[111]。
- 11月22日
  - 西武の東尾修が所沢市の球団事務所で記者会見し、現役引退を表明[112]。
  - ダイエーは大洋から永射保を無償トレードで獲得したと発表[113]。
- 11月23日 - 巨人と中日は、西本聖・加茂川重治と中尾孝義の2対1のトレードすることで合意[114]。

### 12月
- 12月22日 - 近鉄の住友一哉・南秀憲と阪神の佐藤秀明・福家雅明のトレードが成立したと近鉄、阪神両球団が発表[115]。
- 12月26日 - 近鉄は谷宏明とヤクルトの後関昌彦のトレードが成立したと発表[116]。

## 誕生

### 1月
- 1月1日 - ダラス・カイケル
- 1月7日 - ジョーリス・チャシーン
- 1月12日 - 金賢洙
- 1月28日 - A.J.グリフィン

### 2月
- 2月1日 - ブレット・アンダーソン
- 2月1日 - アラン・デサンミゲル
- 2月2日 - ブラッド・ピーコック
- 2月8日 - 福井優也
- 2月9日 - T-岡田
- 2月13日 - ライアン・ゴインズ
- 2月21日 - タイラー・ライオンズ
- 2月21日 - 蔣智賢
- 2月24日 - 銀次
- 2月26日 - ヘクター・ロンドン
- 2月28日 - アロルディス・チャップマン

### 3月
- 3月1日 - トレバー・ケーヒル
- 3月8日 - トミー・ファム
- 3月11日 - ペドロ・バエズ
- 3月19日 - クレイトン・カーショウ
- 3月23日 - 平田良介
- 3月23日 - デリン・ベタンセス

### 4月
- 4月3日 - 澤村拓一
- 4月4日 - 野原将志
- 4月6日 - 吉川光夫
- 4月11日 - 前田健太
- 4月13日 - 会沢翼
- 4月15日 - クリス・ティルマン
- 4月16日 - 秋山翔吾
- 4月16日 - 松永昂大
- 4月19日 - ケビン・ベジスティック
- 4月22日 - ディー・ゴードン
- 4月30日 - ヘスス・スクレ

### 5月
- 5月3日 - 増渕竜義
- 5月3日 - ベン・リビア
- 5月7日 - サム・ダイソン
- 5月12日 - 伊志嶺翔大
- 5月27日 - ブラッド・ボックスバーガー
- 5月28日 - クレイグ・キンブレル

### 6月
- 6月5日 - ジェイク・ペトリッカ
- 6月6日 - 斎藤佑樹
- 6月9日 - ジョー・ケリー
- 6月11日 - ブロック・ホルト
- 6月16日 - 大嶺祐太
- 6月19日 - ジェイコブ・デグロム
- 6月24日 - 小池翔大
- 6月28日 - ケバン・スミス
- 6月30日 - ブレイク・トレイネン

### 7月
- 7月5日 - アンドレ・リエンゾ
- 7月13日 - 仁藤拓馬
- 7月18日 - ブレット・ニコラス
- 7月20日 - スティーブン・ストラスバーグ
- 7月20日 - タイ・ケリー
- 7月25日 - ホセ・マルティネス

### 8月
- 8月10日 - サミー・ソリス
- 8月12日 - ヤン・マリーネス
- 8月12日 - ステファン・ウェルチ
- 8月16日 - JC・ラミレス
- 8月16日 - ジャスティン・グリム
- 8月23日 - マイルズ・マイコラス
- 8月26日 - エルビス・アンドラス
- 8月28日 - 梶谷隆幸
- 8月31日 - マット・アダムス

### 9月
- 9月3日 - ジョシュ・オーシック
- 9月4日 - アダム・デュバル
- 9月5日 - 加賀美希昇
- 9月6日 - 塩見貴洋
- 9月11日 - マイク・ムスタカス
- 9月13日 - 木村文和
- 9月23日 - ジェド・ジョーコ
- 9月23日 - 堂上直倫
- 9月24日 - ハンター・ストリックランド
- 9月26日 - クリス・アーチャー
- 9月26日 - トム・ストイフバーゲン
- 9月26日 - 大野雄大
- 9月28日 - キャメロン・ラップ

### 10月
- 10月3日 - フィル・ゴセリン
- 10月9日 - スターリング・マルテ
- 10月9日 - 柳田悠岐
- 10月10日 - 大石達也
- 10月15日 - 亀澤恭平

### 11月
- 11月1日 - 田中将大
- 11月3日 - カルロス・モンクリーフ
- 11月8日 - ヤズマニ・グランダル
- 11月9日 - カート・カサリ
- 11月17日 - シェーン・グリーン
- 11月20日 - コディ・アレン
- 11月22日 - オースティン・ロマイン
- 11月22日 - ドリュー・ポメランツ
- 11月25日 - ジミー・パラデス
- 11月26日 - ジョシュ・スモーカー
- 11月26日 - 北篤

### 12月
- 12月1日 - ダン・ストレイリー
- 12月8日 - 乾真大
- 12月12日 - 宮﨑敏郎
- 12月14日 - マット・グレース
- 12月14日 - 坂本勇人
- 12月15日 - ダース・ローマシュ匡
- 12月20日 - エリック・ゴーデル
- 12月21日 - ダニー・ダフィー
- 12月21日 - アッシャー・ウォジェハウスキー
- 12月23日 - ロベルト・ペレス
- 12月27日 - リック・ポーセロ
- 12月27日 - アディソン・リード
- 12月31日 - アレックス・コロメ

## 死去
- 1月4日 - 相羽欣厚（元読売ジャイアンツ、南海ホークス、阪神タイガース、*1943年）
- 2月15日 - 岡野祐（阪急ブレーブス球団代表、パシフィック・リーグ会長、*1909年）
- 4月23日 - 川勝傳（南海ホークスオーナー、*1901年）
- 5月20日 - マイク・ラインバック（元阪神タイガース、*1949年）
- 6月17日 - 西村省一郎（元南海ホークス、*1941年）
- 7月19日 - 古谷真吾（阪神タイガース球団代表、*1932年）
- 9月1日 - 並木輝男（元阪神タイガース、*1938年）
- 11月21日 - カール・ハッベル（アメリカ野球殿堂入りの投手、*1903年）
- 11月29日 - 福田昌久（元読売ジャイアンツ、*1934年）

## その他
テレビゲーム
- 7月30日 - スーパーリアルベースボール'88（バップ）発売。※初のNPB公認ソフト
- 8月10日 - 燃えろ!!プロ野球'88 決定版（ジャレコ）発売。
- 12月20日 - プロ野球ファミリースタジアム'88（ナムコ）発売。